# Stetten (Argovia)
Stetten (toponimo tedesco) è un comune svizzero di 2 216 abitanti del Canton Argovia, nel distretto di Baden.

## Monumenti e luoghi d'interesse

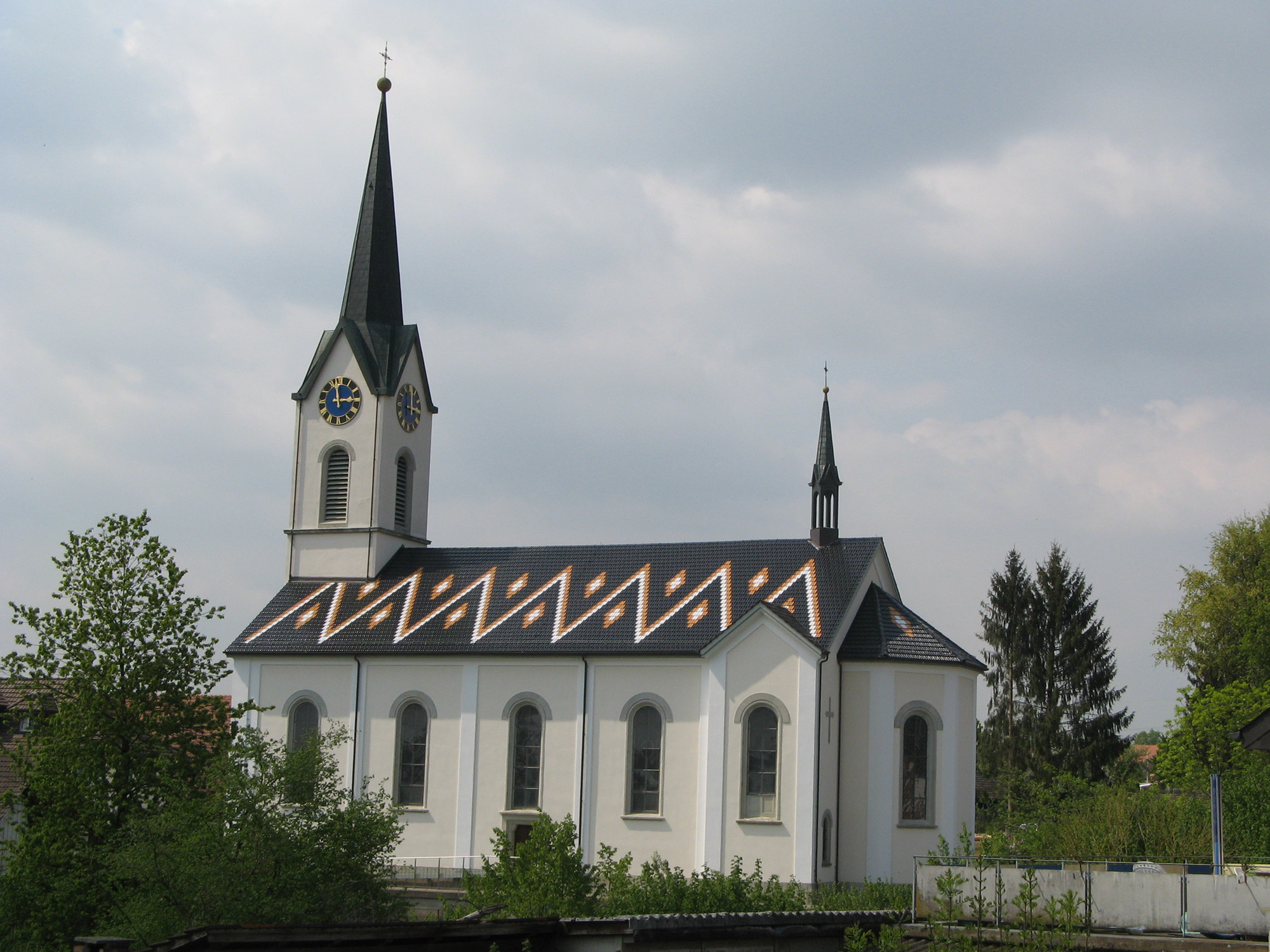
La chiesa cattolica di San Vincenzo

- Chiesa cattolica di San Vincenzo, eretta nel 1881-1884[1].

## Società

### Evoluzione demografica
L'evoluzione demografica è riportata nella seguente tabella:
Abitanti censiti

## Amministrazione
Ogni famiglia originaria del luogo fa parte del cosiddetto comune patriziale e ha la responsabilità della manutenzione di ogni bene ricadente all'interno dei confini del comune.